# Liste der Naturdenkmale in Trossin
Die Liste der Naturdenkmale in Trossin nennt die Naturdenkmale in Trossin im sächsischen Landkreis Nordsachsen.

## Definition
„Gesetz über Naturschutz und Landschaftspflege (BNatSchG), § 28 Naturdenkmäler:
 Naturdenkmäler sind rechtsverbindlich festgesetzte Einzelschöpfungen der Natur oder entsprechende Flächen bis zu fünf Hektar, deren besonderer Schutz erforderlich ist
1. aus wissenschaftlichen, naturgeschichtlichen oder landeskundlichen Gründen oder
2. wegen ihrer Seltenheit, Eigenart oder Schönheit.“

„SächsNatSchG, § 18 Naturdenkmäler (zu § 28 BNatSchG):
1. Die Erklärung nach § 22 Abs. 1 BNatSchG von Teilen von Natur und Landschaft als Naturdenkmal erfolgt durch Rechtsverordnung oder Einzelanordnung.
2. Über § 28 Abs. 1 BNatSchG hinaus können Naturdenkmäler zur Sicherung von Lebensgemeinschaften oder Lebensstätten von im Bestand gefährdeten oder streng geschützten Arten festgesetzt werden.“

## Liste
Link zu einem Kartenansichtstool, um Koordinaten zu setzen.
| Bild | Bezeichnung                            | Lage                                          | Beschreibung | Datum | Nummer   |
| ---- | -------------------------------------- | --------------------------------------------- | ------------ | ----- | -------- |
| BW   | Eichenhain Dahlenberg                  | Dahlenberg (51° 39′ 6″ N, 12° 48′ 7,3″ O)     |              |       | tdo: 366 |
| BW   | Waldwiese Dahlenberg an der Pleckmühle | Dahlenberg (51° 37′ 56,5″ N, 12° 47′ 59,4″ O) |              |       | tdo: 367 |
| BW   | Mergelgrube Trossin                    | Trossin (51° 38′ 17,5″ N, 12° 48′ 33,6″ O)    |              |       | tdo: 368 |
| BW   | Tröglitzteich bei Trossin              | Trossin (51° 36′ 16,2″ N, 12° 49′ 53,4″ O)    |              |       | tdo: 369 |
| BW   | Stieleiche Dorfteich Dahlenberg        | Dahlenberg (51° 38′ 26,9″ N, 12° 47′ 19,6″ O) |              |       |          |
| BW   | Stieleiche Sportplatz Dahlenberg       | Dahlenberg (51° 38′ 34,8″ N, 12° 47′ 17,3″ O) |              |       |          |
| BW   | Stieleiche Meltitz Trossin             | Trossin (51° 37′ 49,5″ N, 12° 49′ 4,2″ O)     |              |       |          |
| BW   | Stieleiche Stammbruch Trossin          | Trossin (51° 37′ 27,4″ N, 12° 48′ 6,4″ O)     |              |       |          |
| BW   | Stieleiche Feldteich Trossin           | Trossin (51° 37′ 12,8″ N, 12° 48′ 0,6″ O)     |              |       |          |